# Història de les vegueries

Les vuit vegueries i la Vall d'Aran no inclosa en cap vegueria

Una vegueria és el territori sobre el qual tenia potestat un veguer, autoritat delegada del comte o vescomte, i posteriorment del rei, amb jurisdicció subsidiària en territoris de l'Església o baronies. Fou una institució del Principat de Catalunya, d'origen medieval, que durà des del segle xii fins al segle xviii, quan van ser substituïdes per corregiments arran del Decret de Nova Planta del 1716, i a la Catalunya del Nord fins al 1790 amb la Revolució Francesa.
A Andorra, fins al 1993 hi va haver dues vegueries, la vegueria episcopal i la vegueria francesa, que eren les representacions dels dos cosenyors i tenien facultats polítiques. Foren abolides amb l'aprovació de la Constitució andorrana que atorgà als antics veguers la figura de cap d'estat.
Actualment a Catalunya hi ha un procés de recuperació de les vegueries. En l'Estatut d'Autonomia de Catalunya de 2006 es restableix la vegueria com a divisió territorial amb personalitat jurídica pròpia i amb dues funcions: el govern intermunicipal de cooperació local i l'organització dels serveis de la Generalitat de Catalunya.

## Història
La funció del veguer prové de l'anterior vicari (del llatí vicarius), funcionari comtal dels segles ix a xi, de rang inferior al vescomte i amb funcions de defensa del territori d'un castell. Amb el temps els territoris es van anar estenent i els drets senyorials hereditaris van passar al castlà i les funcions de delegació del comte, després rei d'ençà del segle xiii, van passar al veguer. Aquest assumia responsabilitats judicials i de representació, era ajudat en les seues funcions per sotsveguers.
Les vegueries eren una eina de control reial del territori, enfrontada en molts cops amb la pròpia Generalitat i els poders municipals. Convivien amb altres divisions territorials: l'eclesiàstica (bisbats), la jurisdiccional (baronies senyorials i batllies reials), i la fiscal (col·lectes). Però la vegueria era la divisió bàsica i emblemàtica. Hi va haver nombrosos canvis, tant en el nombre de vegueries com en els límits. Algunes, com les de Girona i Lleida, tenien dimensions regionals. Altres vegueries, així com la majoria de sotsvegueries, eren relativament petites, d'una escala comarcal.

### Vegueries històriques

Divisió territorial segons els fogatge de 1304
Vegueries
Senyorius sense veguer
Domini de la Vall d'Aran

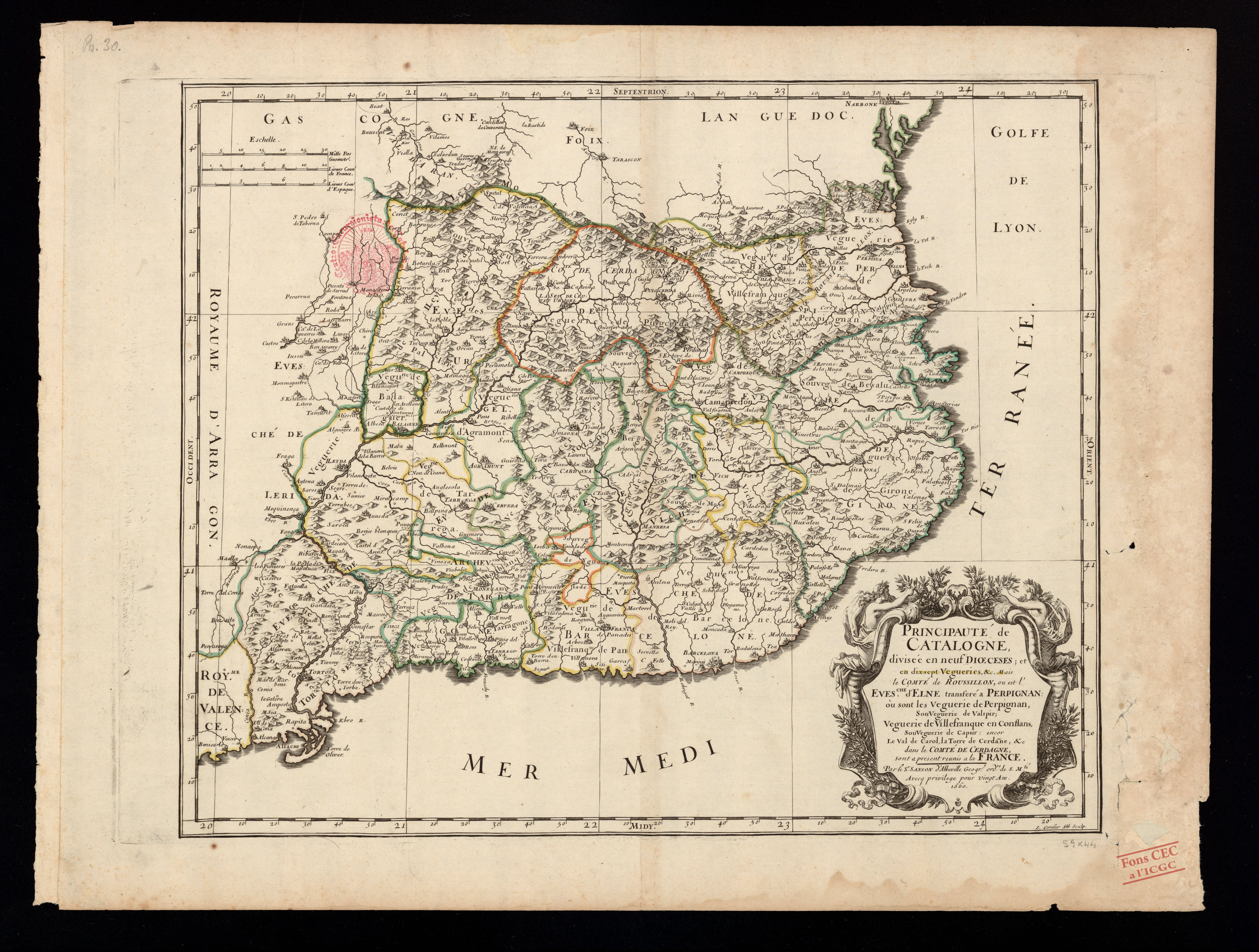
Vegueries del Principat de Catalunya i el Comtat de Rosselló al 1660

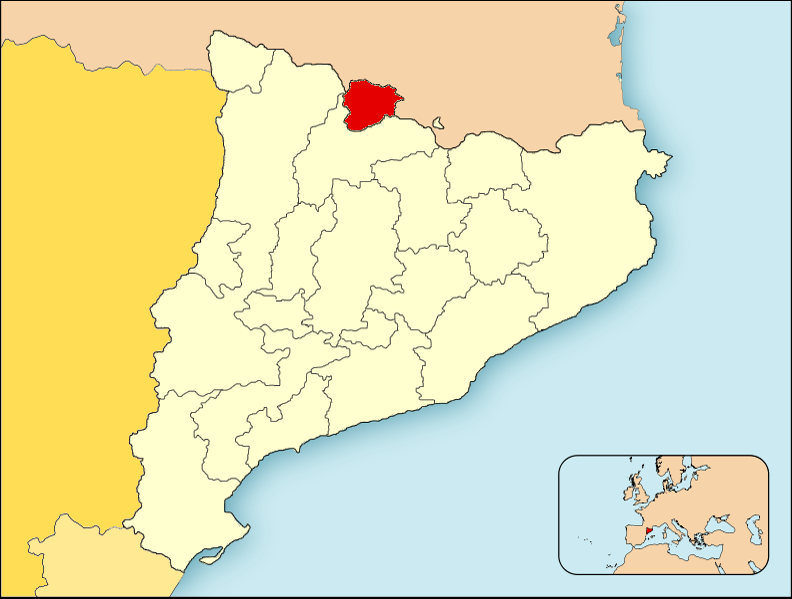
Mapa polític de Catalunya mostrant les antigues vegueries

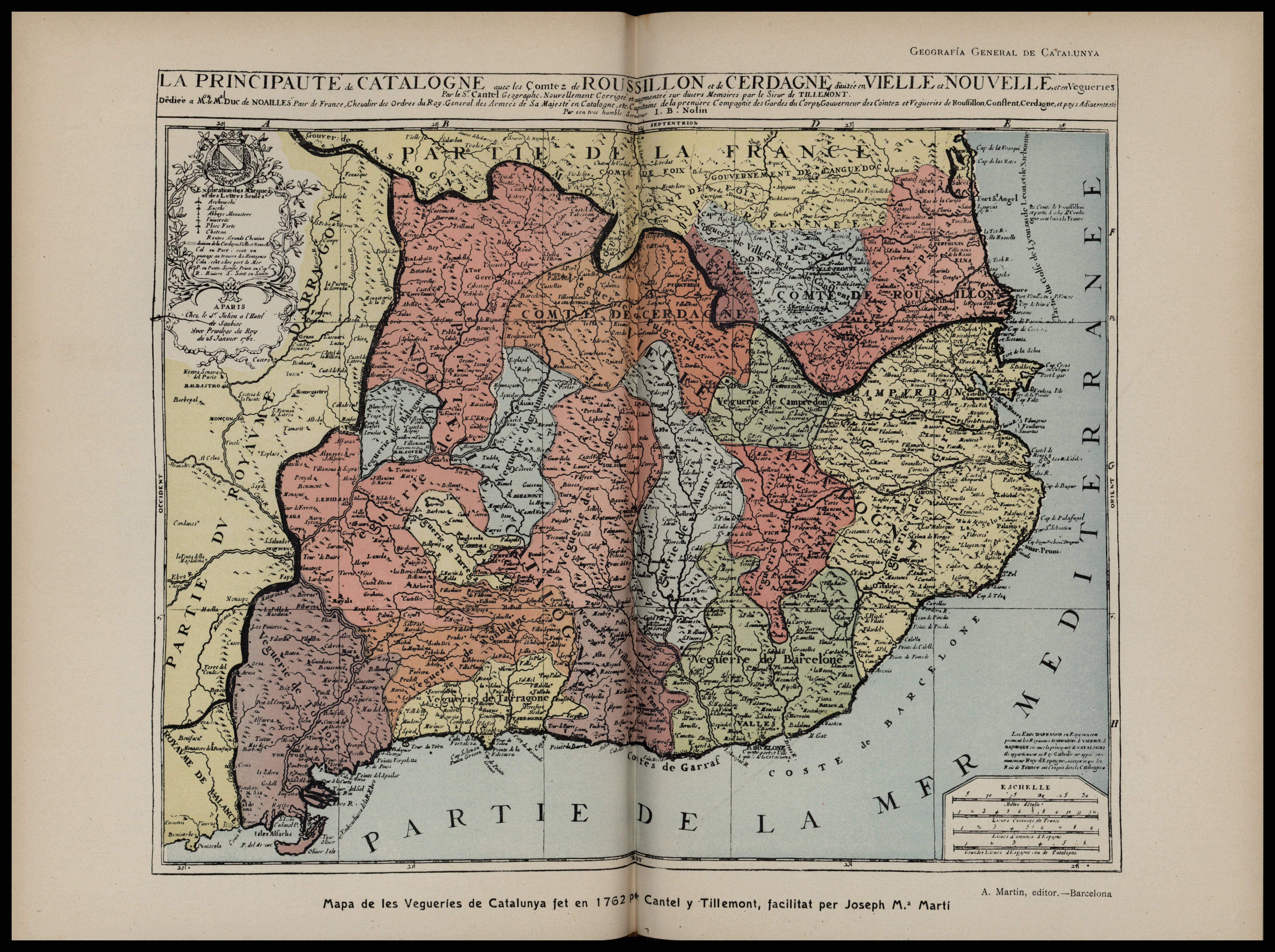
Vegueries del Principat de Catalunya i el Comtat de Rosselló al 1762

Al segle xii existien deu vegueries, que es van anar ampliant. En època de Jaume el Just eren:
- Vegueria del Bages, o de Manresa, amb la sotsvegueria del Moianès, que després passà a dependre de Barcelona, i després amb les sotsvegueries de Berga i del Lluçanès.
- Vegueria de Barcelona, amb la sotsvegueria del Vallès, i durant un temps amb les sotsvegueries d'Igualada i el Moianès.
- Vegueria del Berguedà, o de Berga, després sotsvegueria dependent de Manresa.
- Vegueria de Besalú, després sotsvegueria dependent de Girona.
- Vegueria de Camarasa, després incorporada a la de Lleida.
- Vegueria de Camprodon.
- Vegueria de Cervera, amb les sotsvegueries d'Agramunt i dels Prats de Rei.
- Vegueria de Girona.
- Vegueria de Lleida, amb la sotsvegueria de Balaguer, després anomenada vegueria de Lleida, Pallars i Camarasa.
- Vegueria de Montblanc.
- Vegueria d'Osona, o de Vic.
- Vegueria del Pallars, després sotsvegueria dependent de Lleida.
- Vegueria de la Ral (Sant Pau de Segúries), després sotsvegueria dependent d'Osona.
- Vegueria de Ribagorça, desapareguda al segle xiv.
- Vegueria de Ripollès, o de Ripoll, després sotsvegueria dependent d'Osona.
- Vegueria de Tarragona.
- Vegueria de Tàrrega.
- Vegueria de Tortosa.
- Vegueria de Vilafranca del Penedès, amb la sotsvegueria d'Igualada després incorporada a Barcelona.

A més, en el Regne de Mallorca (dependent de Jaume II de Mallorca):
- Vegueria del Rosselló, amb la sotsvegueria del Vallespir.
- Vegueria del Conflent, o de Vilafranca de Conflent, amb la sotsvegueria del Capcir.
- Vegueria de Cerdanya, o de Puigcerdà, amb les sotsvegueries de Baridà i de Ribes, aquesta dependent més endavant de Camprodon. Amb la divisió del tractat dels Pirineus es va crear una nova vegueria a l'Alta Cerdanya amb capital a Sallagosa.
- A Mallorca, encara que no prengué el nom de vegueries: Veguer de la Ciutat i Veguer de Fora.

La Vall d'Aran es mantenia com a districte singular, a més d'altres senyorius com el comtat d'Urgell i el comtat d'Empúries anomenats «territoris on no hi entra veguer».
Més endavant van aparèixer encara les vegueries d'Urgell, de Balaguer i d'Agramunt (que va comportar la desaparició de la d'Urgell) i la sotsvegueria de Lluçanès. A la segona meitat del segle xvii, després de l'annexió a França de les vegueries de Perpinyà i de Vilafranca de Conflent, Catalunya es dividia en 15 vegueries, 9 sotsvegueries i el districte especial de la Vall d'Aran.
L'article 30 del decret de Nova Planta del 16 de gener de 1716, substituïa les vegueries per corregiments. Les 24 unitats de vegueries i sotsvegueries es van agrupar en 12 corregiments sense modificar els límits. Des d'un punt de vista geogràfic era una continuïtat de les vegueries amb un major equilibri. Políticament era la imposició del sistema de governació del regne de Castella. Popularment va sobreviure la denominació de vegueria com a sinònim de corregiment
A Occitània van sorgir igualment les vegueries. La Fenolleda va ser una vegueria dependent de Carcassona. En el ducat d'Atenes hi va haver tres vegueries: d'Atenes, de Tebes i de Levàdia.

## Reconstitució de les vegueries

Regions de Catalunya entre 1936 i 1939

Durant la Segona república la Generalitat republicana (1931-1939) va reconstituir Catalunya en nou regions després anomenades vegueries, suprimides el 1939 pel govern del dictador Francisco Franco. Actualment la Generalitat de Catalunya està en ple procés de recuperació de les vegueries, en el nombre de vuit.

### Generalitat republicana

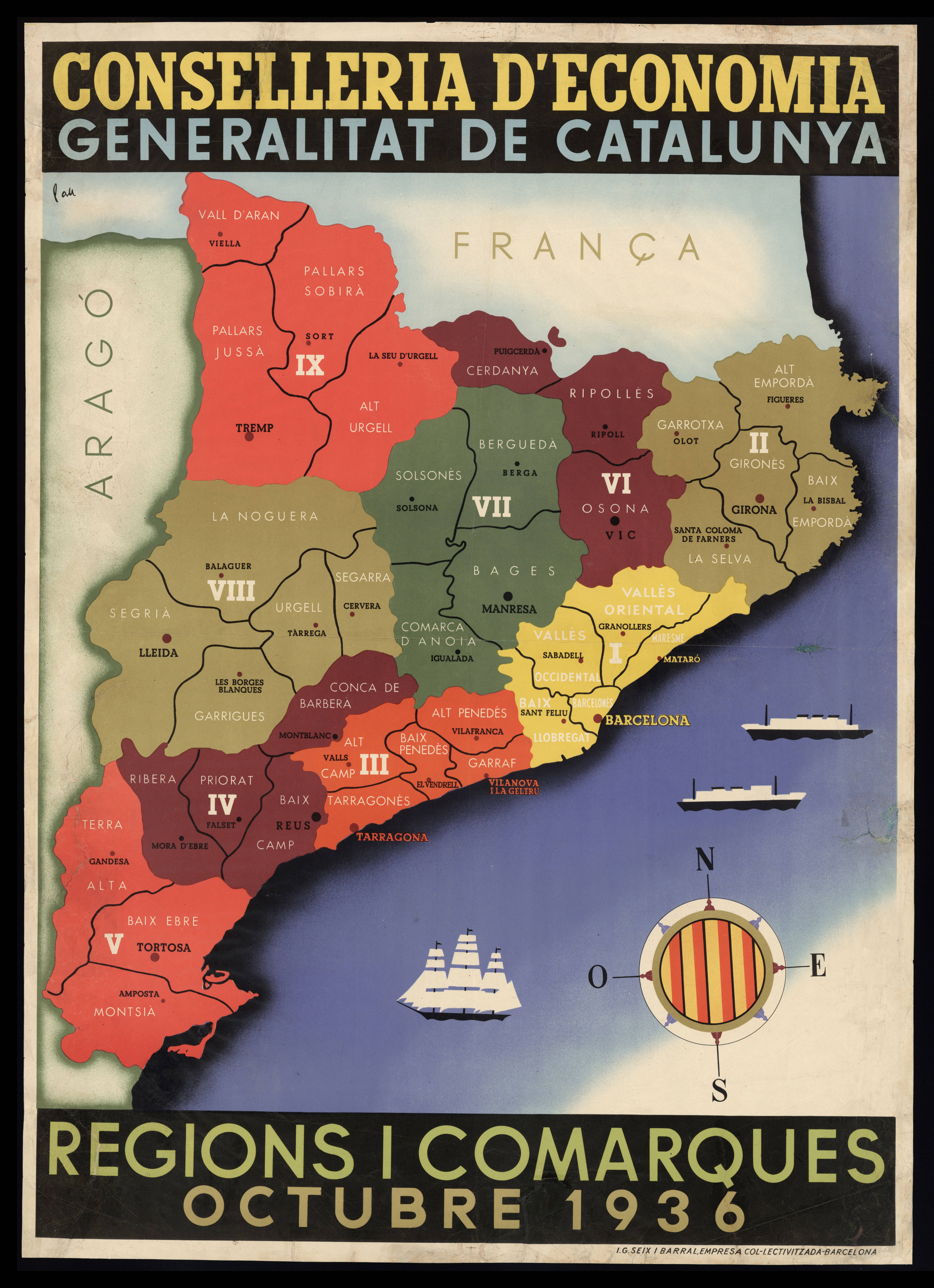
Regions i comarques al 1936

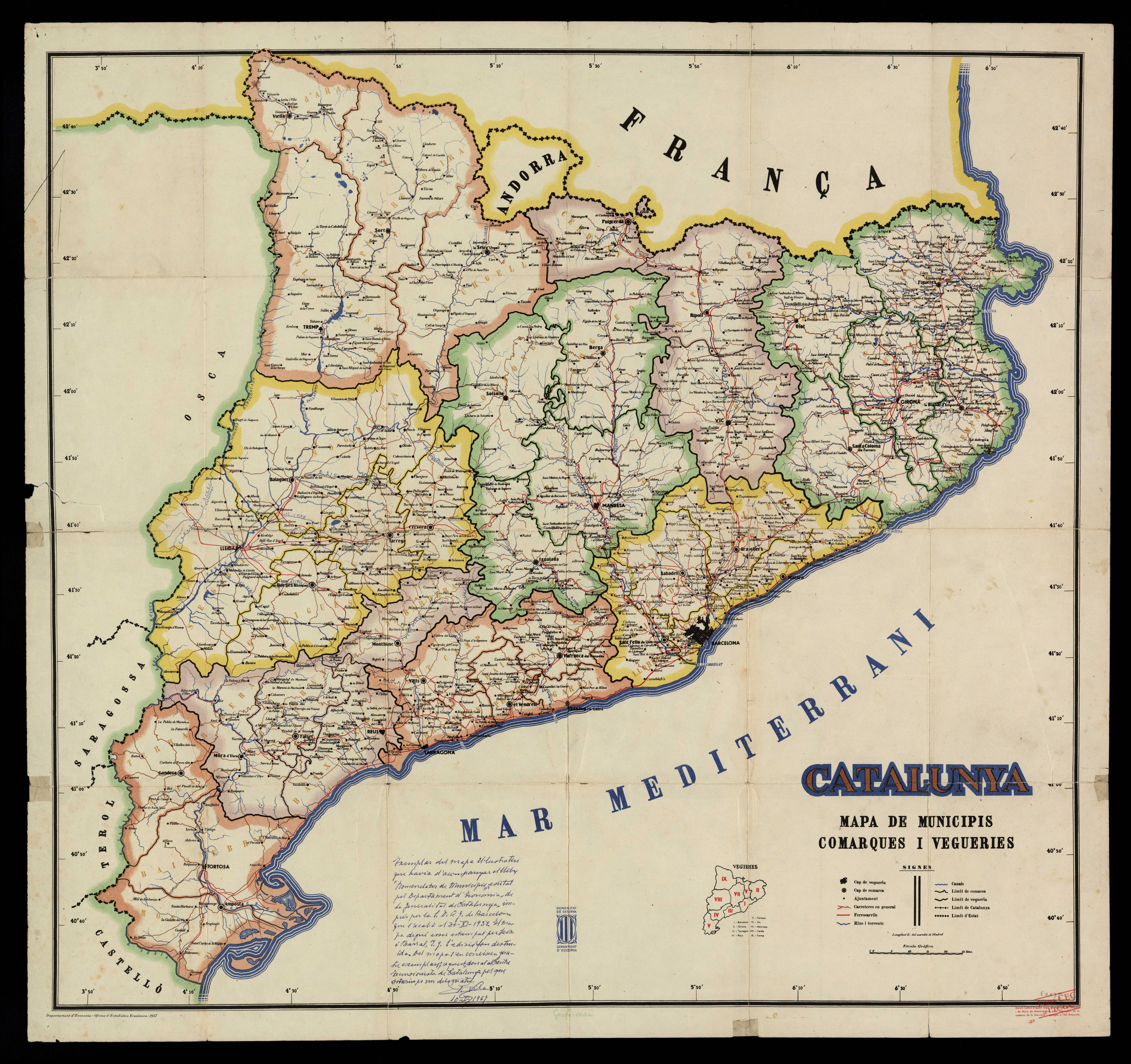
Mapa de municipis, comarques i vegueries de Catalunya al 1967

El 1931, la Generalitat va crear la Ponència de la Divisió Territorial formada, entre d'altres, per Ventura Gassol, Pau Vila i Dinarès i Antoni Rovira i Virgili, amb l'objectiu de substituir la divisió territorial del 1833 per una nova estructura policoadministrativa. Després d'una àmplia enquesta municipal es va publicar, el 1933, l'informe de la ponència Divisió territorial. Estudis i projecte. Nomenclàtor de municipis, on es proposava la divisió en 38 comarques i 9 vegueries. Els fets del sis d'octubre van paralitzar la seva aprovació que no es va produir fins al 27 d'agost de 1936 amb el decret de Divisió Territorial de Catalunya, canviant el nom de vegueries per regions numerades de la I a la IX:
- Regió I, capital a Barcelona i amb el Baix Llobregat, el Barcelonès, el Maresme, el Vallès Occidental i el Vallès Oriental.
- Regió II, capital a Girona, i amb l'Alt Empordà, el Baix Empordà, la Garrotxa, el Gironès (incloïa el Pla de l'Estany), i la Selva.
- Regió III, capital a Tarragona, i amb l'Alt Camp, l'Alt Penedès, el Baix Penedès, el Garraf i el Tarragonès.
- Regió IV, capital a Reus, i amb el Baix Camp, la Conca de Barberà, el Priorat i la Ribera d'Ebre.
- Regió V, capital a Tortosa, i amb el Baix Ebre, el Montsià i la Terra Alta.
- Regió VI, capital a Vic, i amb la Cerdanya, Osona i el Ripollès.
- Regió VII, capital a Manresa, i amb l'Anoia, el Bages, el Berguedà i el Solsonès.
- Regió VIII, capital a Lleida, i amb les Garrigues, la Noguera, l'Urgell, la Segarra i el Segrià (el Pla d'Urgell és posterior).
- Regió IX, capital a Tremp, i amb l'Alt Urgell, el Pallars Jussà (incloïa l'Alta Ribagorça), el Pallars Sobirà i la Vall d'Aran.

La denominació de regió fou canviada per la de vegueria l'1 de desembre de 1937, en plena Guerra Civil espanyola, pel president de la Generalitat Lluís Companys, i per pressió de Rovira i Virgili. El 1939 es va suprimir aquesta divisió, però va subsistir entre els geògrafs.

### Generalitat actual
L'Estatut de 1979 no va preveure la regionalització de Catalunya, però cada servei de la Generalitat s'ha organitzat amb una estructura regional. El 1995 el Pla territorial general de Catalunya delimitava sis àmbits funcionals territorials: Posteriorment es va modificar mitjançant la Llei 24/2001, de 31 de desembre, reconeixent l'Alt Pirineu i Aran com a nova àrea funcional diferenciada de l'àmbit de Ponent. La Llei 23/2010, del 22 de juliol, va ampliar els àmbits a vuit amb la creació de l'àmbit funcional del Penedès. No és fins al 2017 que es modifica la llei per incorporar aquesta vuitena vegueria, la qual inclou l'Alt Penedès, el Baix Penedès, el Garraf i part de l'Anoia (tota menys vuit municipis, els quals segueixen adscrits a l'àmbit de les Comarques Centrals).

Àmbits del Pla Territorial de Catalunya (2017).

- Àmbit metropolità, és la Regió I (Barcelona).
- Alt Pirineu i Aran, és la Regió IX (Tremp) més la Cerdanya.
- Camp de Tarragona, és part de les Regions III (Tarragona) i IV (Reus).
- Comarques Centrals, és la Regió VII (Manresa) més Osona.
- Comarques Gironines, és la Regió II (Girona) més el Ripollès.
- Ponent, és la Regió VIII (Lleida).
- Terres de l'Ebre, és la Regió V (Tortosa) més la Ribera d'Ebre.
- Penedès, és part de les Regions III (Tarragona) i Regió VII (Manresa).

| Àmbit funcional     | Habitants |
| ------------------- | --------- |
| Metropolità         | 4.772.130 |
| Comarques Gironines | 736.965   |
| Camp de Tarragona   | 517.661   |
| Terres de l'Ebre    | 188.757   |
| Ponent              | 364.173   |
| Comarques Centrals  | 394.579   |
| Alt Pirineu i Aran  | 75.274    |
| Penedès             | 470.303   |

#### Informe Roca

Vegueries proposades en l'informe Roca, 2001

El Parlament de Catalunya va encarregar la revisió del mapa territorial a una comissió d'experts presidida per Miquel Roca amb la presència de quatre geògrafs. El gener del 2001 es va presentar l'Informe sobre la revisió del model d'organització territorial de Catalunya, conegut com l'Informe Roca. Es recupera el nom de vegueria descartant el de regió per la possible confusió amb les regions europees. S'equipara la vegueria amb la província afectant, per tant, al mapa electoral. A més d'algunes modificacions en el mapa municipal i comarcal, l'informe recomana la creació de sis a vuit comarques noves, de sis vegueries i d'una sotsvegueria:
- Vegueria de Barcelona, amb seu a Barcelona.
- Vegueria del Camp de Tarragona, amb seu a Tarragona i amb especial reconeixement de Reus.
- Vegueria de la Catalunya Central, amb seu a Manresa i amb especial reconeixement de Vic i Igualada. Incorpora la Cerdanya i alguns municipis del nord del Vallès.
- Vegueria de Girona, amb seu a Girona. Incorpora alguns municipis de l'Alt Maresme a la nova comarca de la Selva Marítima.
- Vegueria de Ponent, amb seu a Lleida. Inclou la sotsvegueria de l'Alt Pirineu i la Val d'Aran.
- Vegueria de les Terres de l'Ebre, amb seu a Tortosa.

#### Llei de l'Organització Veguerial de Catalunya

Les vuit vegueries i la Vall d'Aran no inclosa en cap vegueria

Vegueries reivindicades:
Alt Ter
Penedès

L'Estatut del 2006 va introduir el restabliment de les vegueries com a divisions territorials amb personalitat jurídica pròpia. Segons l'avantprojecte de Llei de l'Organització Veguerial de Catalunya del desembre del 2009, la divisió inicial havia de ser de set vegueries: Alt Pirineu i Aran, Barcelona, Camp de Tarragona, Girona, Central, Lleida i Terres de l'Ebre. S'hi preveuen els mecanismes d'organització i modificacions, així com la transferència de recursos des de les diputacions a les vegueries.
Les seus institucionals de les vegueries es preveuen a Barcelona, Tarragona, Girona, Lleida, Tortosa i es desconeix en quines ciutats es trobaran les seus de les vegueries de l'Alt Pirineu i la Central.
Finalment, la Generalitat ha acceptat que la Vall d'Aran quedi fora d'aquesta organització territorial, tot i que es preveu que provisionalment formi part de la vegueria pirinenca i que el consell de vegueria de l'Alt Pirineu delegui al Conselh Generau d'Aran les funcions.

##### Reivindicacions
El Conselh Generau d'Aran va reclamar en diverses ocasions que la comarca no pertangués a cap altra divisió territorial diferent de la mateixa vall. La Vall d'Aran ha constituït el Règim Especial d'Aran des de la promulgació de la llei 1/2015 del règim especial d'Aran.
Existeixen campanyes per reclamar noves vegueries:
- Vegueria de l'Alt Ter, amb les comarques d'Osona i el Ripollès.[13]
- Vegueria del Penedès, amb les comarques de l'Alt Penedès, l'Anoia, el Baix Penedès i el Garraf, que es va crear com a Àmbit funcional territorial per la llei 23/2010 en 2010 (a excepció d'alguns municipis d'Anoia) i com a vegueria el 2017.[14][15]